# Raimundo Ribeiro de Souza
Raimundo Ribeiro de Souza foi um político brasileiro que foi vereador e prefeito da cidade de Tucuruí e deputado estadual pelo estado do Pará.

## Biografia
Filho de Eduardo Ribeiro de Souza e Mariana Souza. Foi para a cidade de Tucuruí na década de 1950 para trabalhar como balconista na Estrada de Ferro Tocantins. Iniciou sua carreira política como vereador em 1956 pelo Partido Social Progressista e foi re-eleito em 1960. Em 1964 foi eleito prefeito de Tucuruí, porém, no ano de 1968, renunciou para assumir o cargo de diretor da estrada de ferro tocantins. No ano de 1974, foi eleito deputado estadual pelo partido ARENA. No dia 18 de março de 1977 ele sofreu um grave acidente de carro que ocasionou em um traumatismo craniano que resultou em sua morte. Após sua morte, com o intuito de homenagea-lo, foram criadas a EMEF DEP. RAIMUNDO RIBEIRO DE SOUZA na cidade de Jacundá, e a E.E.E.M. DEP. RAIMUNDO RIBEIRO DE SOUZA, colégio da rede estadual de 1° a 3° ano do ensino médio na cidade de Tucuruí.